# Shameless (Britse televisieserie)
Shameless is een onconventionele Britse komische dramaserie, die zich afspeelt in Manchester in Engeland. De serie, die startte op 13 januari 2004, wordt geproduceerd door Channel 4 en oogstte veel positieve kritiek uit diverse sectoren van de Britse media.

## Achtergrond
Shameless is bedacht en aanvankelijk hoofdzakelijk geschreven door Paul Abbott, tevens uitvoerend producent van de serie. Veel gebeurtenissen in de serie zijn gebaseerd op Abbott's eigen ervaringen, hij groeide op in een gelijkaardige situatie als die van het gezin Gallagher.
De eerste serie was mede geschreven door Danny Brocklehurst en Carmel Morgan, de volgende serie hoofdzakelijk door Abbott and Brocklehurst.
In april 2005 won de serie de British Academy Television Award in de categorie Beste Dramaserie.

## Verhaal
De serie toont het leven van de familie Gallagher in Manchester. De familie bestaat uit vader Frank Gallagher en zijn zes kinderen: Fiona, Lip (Phillip), Ian, Carl, Debbie en Liam. Andere karakters uit de serie zijn: Fiona's vriendje Steve, autodief; Kev en Veronica, goeie buren; Kash, plaatselijke winkelier en zijn vrouw Yvonne; agorafobische Sheila en haar dochter Karen en de politieagenten Tony and Stan.

## Rolverdeling

### Cast bij einde (2013)
- Vernon Francis "Frank" Gallagher, een werkloze zuiplap die het niet voor elkaar krijgt om voor zijn zes kinderen te zorgen nadat hun moeder hem verlaten heeft voor een lesbische relatie. Gespeeld door David Threlfall. (2004-).
- Carl Gallagher, Franks zoon. Gespeeld door de tweeling Elliott en Luke Tittensor (Luke speelt alleen in de eerste serie). (2004-)
- Karen Jackson, Sheila's dochter en aanvankelijk Lip's vriendin, later getrouwd met Jamie. Gespeeld door Rebecca Atkinson. (2004-)
- Mimi Maguire, Mandy's moeder, ze haat Lip nog meer dan haar man doet. Gespeeld door Tina Malone. (2005-)
- Jamie Maguire, oudste zoon van Paddy en Mimi. Gespeeld door Aaron Mckuscer. (2007-)
- Shane Maguire, zoon van Paddy en Mimi. Gespeeld door Nicky Evans. (2006-)
- Mickey Maguire, jongste zoon van Paddy en Mimi. Gespeeld door Ciaran Griffiths. (2007-)
- Kelly Maguire, de vrouw van Shane (2008-)
- Lillian Tyler, bemoeizuchtige buurvrouw, beste vriendin van Carol. Gespeeld door Alice Barry. (2005-)
- Patty Croker, moeder van Libby. Gespeeld door Valerie Lilley. (2009-)
- Aidan Croker (2010-)
- Avril Powell (2010-)
- Letitia Powell (2010-)
- Jackson Powell (2010-)
- Sita Desai (2010-)

### Eerdere cast
- Tony, wijkagent. Gespeeld door Anthony Flanagan. (2004-2006)
- Carol Fisher, Veronica's moeder, met een zwak voor jongere mannen. Gespeeld door Marjorie Yates. (2004-2008)
- Marty Fisher, Veronica's pyromanische broer, die ook het syndroom van Tourette heeft. Gespeeld door Jack Deam. (2004,2005-2007)
- Sue Garland, Marty's vriendin. Gespeeld door Gillian Kearney. (2005-2007)
- Craig, biologische vader van Fiona's kind. Gespeeld door Chris Coghill. (2004-2006).
- Fiona Gallagher, Franks oudste telg, heeft de taak van moeder overgenomen. Gespeeld door Anne-Marie Duff. (2004-2005)
- Steve McBride, notoire autodief en Fiona's vriendje. Gespeeld door James McAvoy. (2004-2005)
- Phillip "Lip" Gallagher, Franks oudste zoon. Gespeeld door Jody Latham. (2004-2008)
- Ian Gallagher, heimelijk homoseksuele zoon van Frank. Gespeeld door Gerard Kearns. (2004-2010)
- Debbie Gallagher, Franks tienerdochter, wijs voor haar leeftijd, moet vaak de familie uit de problemen helpen. Gespeeld door Rebecca Ryan. (2004-2009)
- Liam Gallagher, oorspronkelijk gespeeld door Joseph Furnace (2004-2005); in de derde serie neemt Johnny Bennett de rol over. (2006-2011)
- Monica Gallagher, vrouw van Frank en moeder van 7 van zijn kinderen (2004, 2007-2009, 2011)
- Kev Ball, buurman en barkeeper in the Jockey. Gespeeld door Dean Lennox Kelly. (2004-2007)
- Veronica Fisher, Kev's vriendin en Fiona's beste vriendin. Gespeeld door Maxine Peake. (2004-2007)
- Sheila Jackson, Franks vriendin met pleinvrees. Gespeeld door Maggie O'Neill. (2004-2007)
- Nigel en Delia Gallagher, Frank en Sheila's tweeling. Verdwenen samen met Sheila Jackson uit de serie.
- Jez, lesbische eigenaresse van de buurtkroeg the Jockey. Gespeeld door Lindsey Dawson. (2004-2007)
- Kash Karib, verkoper in de buurtsupermarkt en Ian's ex-vriendje. Gespeeld door Chris Bisson. (2004-2008)
- Yvonne Karib, eigenaresse van de buurtsuper en Kash's vrouw. Gespeeld door Kelly Hollis. (2004-2010).
- Stan Waterman, een van de wijkagenten. Gespeeld door Warren Donnelly. (2004-2010)
- Tom O' Leary, een van de wijkagenten. Gespeeld door Michael Legge. (2007-2009)
- Carrie Rogers, vrouwelijke wijkagente. Gespeeld door Amanda Ryan. (2007-2009)
- Norma Starkey, vriendin van Monica (2004, 2007-2009)
- Joe Pritchard, nieuwe uitbater van de buurtwinkel en minnaar van Karen. Gespeeld door Ben Batt. (2009-2010)
- Patrick (Paddy) Maguire, Mandy's Ierse vader, nogal een agressief type, heeft daarom in de gevangenis gezeten. Hij is niet zo gek op Lip. Gespeeld door Sean Gilder. (2005-2010)
- Mandy Maguire, Lips vriendin v en moeder van zijn kind. Gespeeld door Samantha Siddall. (2004-2009,2010)
- Katie Maguire, Mandy and Lips dochter. (2006-2010)
- Maxine Donnelly, vriendin van Debbie die bij de Gallaghers inwoont. Gespeeld door Joanna Higson. (2008-2009)
- Bruce Donnelly, broer van Maxine. Gespeeld door Philip Hill-Pearson (2009)
- Libby Croker, nieuwe vriendin van Frank. Gespeeld door Pauline Mclynn (2009-2010)

## Uitzendingen
Oorspronkelijk uitzendschema Channel 4:
- Seizoen 1: 13 januari 2004 tot 24 februari 2004 (7 afleveringen)
- Seizoen 2: 23 december 2004 tot 8 maart 2005 (10 afleveringen, Kerstaflevering)
- Seizoen 3: 3 januari 2006 tot 21 februari 2006 (7 afleveringen, Nieuwjaarsaflevering)
- Seizoen 4: 9 januari 2007 tot 27 februari 2007 (8 afleveringen)
- Seizoen 5: 1 januari 2008 tot 15 april 2008 (16 afleveringen)
- Seizoen 6: 27 januari 2009 tot 9 mei 2009 (16 afleveringen)
- Seizoen 7: 26 januari 2010 tot 11 mei 2010 (16 afleveringen)
- Seizoen 8: 10 januari 2011 tot 8 maart 2011 (13 afleveringen) en vanaf 2 augustus 2011 (9 afleveringen)
- Seizoen 9: 9 januari 2012 tot 13 maart 2013 (11 afleveringen)
- Seizoen 10: 13 september tot 1 november 2012 (10 afleveringen)
- Seizoen 11: 26 februari 2013 tot 28 mei 2013 (14 afleveringen)

De serie is in diverse landen uitgezonden, in Nederland door de VPRO in 2005 en 2006. Tegenwoordig wordt het uitgezonden op de digitale zender OUTtv. In België werden seizoen 1 tot en met 8  uitgezonden op de digitale zender acht.